# Gigantomàquia

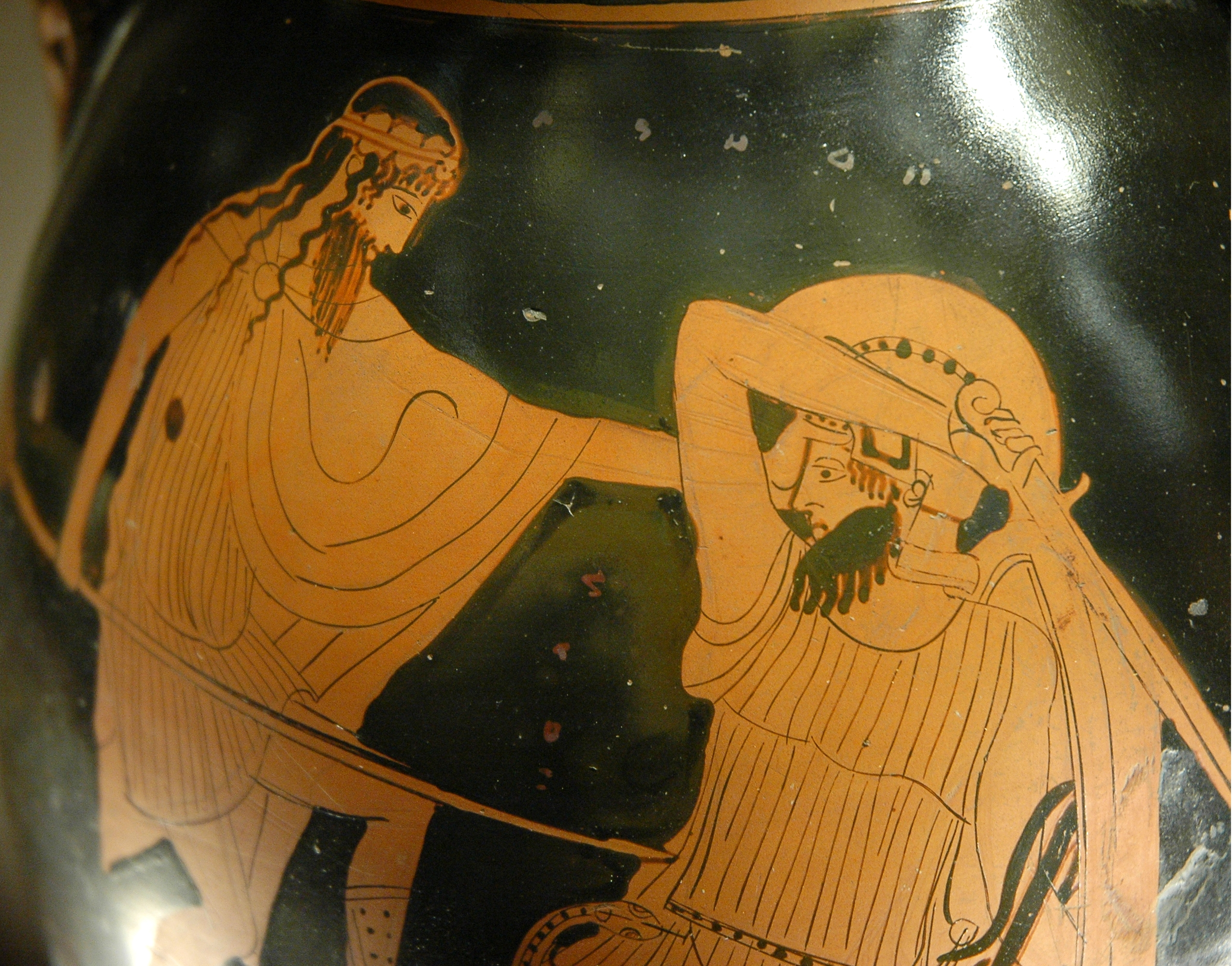
Dionís lluitant contra el gegant Èurit. Louvre

La Gigantomàquia (del grec antic γιγαντo-μαχια, literalment "guerra dels gegants") va ser, en mitologia grega, la història de la lluita entre els gegants i els déus, i la seva derrota.

## Inici de l'enfrontament
Zeus havia tancat els Titans al Tàrtar després que aquests haguessin perdut la batalla contra els déus. Gea, la Terra, mare de Cronos i Rea, es va empipar per això i va engendrar els gegants per venjar els Titans. Higí n'anomena vint-i-quatre, de gegants. Una altra tradició diu que Gea va engendrar els gegants com a venjança contra els déus. El pare va ser el Tàrtar, i cada déu tenia un gegant com a oponent.
El Destí havia determinat que els gegants no podien morir només a mans dels déus, i un mortal havia de lluitar al seu costat. Zeus va fer cridar, a través d'Atena, l'heroi Hèracles perquè lluités amb ells. Però Gea va generar una herba màgica capaç de curar les ferides dels gegants. Zeus va recollir aquesta herba abans que ningú la pogués usar, i per dur-ho a terme va prohibir al Sol (Helios), a la Lluna (Selene) i a l'Aurora (Eos) de brillar. La manca de claror li va permetre trobar-la abans que ho fes ningú altre.

## La batalla
Els gegants eren enormes, amb moltíssima força, i d'un aspecte esfereïdor, amb barba espessa i tenien les cames fetes de cossos de serps. Tots just van néixer ja van amenaçar l'Olimp. Hi llançaven arbres encesos i enormes roques.Davant d'aquesta amenaça, els Olímpics es van preparar per al combat. Els principals oponents dels gegants van ser Zeus i Atena, la deessa de la guerra. Zeus portava l'ègida i el llamp, i l'àliga al seu costat. Atena també porta l'ègida i llança el llamp com el seu pare. Hèracles és el principal aliat, i dalt del carro de Zeus dispara de lluny les seves fletxes. De vegades Dionís pren part amb la lluita armat amb el tirs i les torxes, i acompanyat dels sàtirs. Després les tradicions augmenten el nombre de déus, i hi participen Hefest, Ares, Posidó, Afrodita i Eros.
Hi ha tradicions sobre el paper que alguns gegants van tenir en la lluita. Alcioneu va morir a mans d'Hèracles, a qui Atena va aconsellar que el portés lluny de Pal·lene, el lloc on havia nascut, ja que cada vegada que el gegant queia a terra, Gea, la seva mare, el sòl d'on havia sortit, li retornava la força que havia perdut. Porfirió va atacar Hera i Hèracles. Zeus li va inspirar el desig d'Hera i mentre el gegant intentava arrencar-li les vestidures a la deessa, Zeus el va fulminar amb un llamp i Hèracles el va rematar amb una fletxa. Efialtes va morir per una fletxa que Apol·lo li va clavar a l'ull esquerre, i Hèracles n'hi llençà una altra a l'ull dret. Dionís va matar Èurit d'un cop de tirs. A Clici el matà Hècate d'un cop de torxa. A Mimas Hefest el va sepultar sota projectils de ferro roent. Encèlad volia fugir, però Atena, li va llençar al damunt, mentre corria, l'illa de Sicília i quedà enterrat sota l'Etna. Pal·lant va ser espellat per Atena, que de la seva pell se'n va fer l'ègida per seguir combatent més protegida. Polibotes va ser perseguit per Posidó a través de les onades fins a l'illa de Cos, on el déu va trencar una part de l'illa anomenada Nisiros i la llançà sobre el gegant, sepultant-lo. Hermes, portant el casc d'Hades que fa tornar invisible, va matar Hipòlit al mateix temps que Àrtemis matava Gració. Les Moires, amb armes de bronze, van matar Agri i Toó. Als demés gegants, Zeus els fulminà i Hèracles els rematà amb les seves fletxes.
Generalment es diu que aquesta lluita va tenir lloc a Pal·lene, a Tràcia, però una llegenda local la situa a l'Arcàdia, a la riba de l'Alfeu.

## La Gigantomàquia a l'art
La lluita dels Gegants contra els déus és un dels temes predilectes en escultura, especialment en els ornaments dels frontons dels temples; els cossos dels monstres acabats en serps anaven bé per a completar els angles i resoldre una composició.
Giulio Romano va pintar al Palazzo Te, a Màntua, una sala la "sala dels gegants" on es representa la Gigantomàquia.
També ha donat temes a la literatura, com un poema de Claudi Claudià, La Gigantomàquia, del qual se'n conserven 128 hexàmetres.